# Rappin' 4-Tay
Anthony Forté (nascido em 2 de Março de 1968), mais conhecido pelo seu nome artístico Rappin' 4-Tay é um rapper americano do distrito de Filmore District de São Francisco, Califórnia.

## Carreira musical
4-Tay teve sua estreia no álbum Life Is...Too $hort de Too $hort, logo após ter se formado no colégio. Depois ele foi condenado por porte de drogas e serviu dez meses de prisão. Após ser libertado da prisão ele lançou seu álbum de estreia Rappin' 4-Tay Is Back em 1991, seguido por Don't Fight the Feelin' de 1994, que incluia os hits "Playaz Club" (que usava um sample da canção "Private Number" de William Bell e Judy Clay e atingiu o número 36 na Billboard Hot 100), "Dank Season" com a participação de Seff Tha Gaffla e "I'll Be Around" (que atingiu #39 na Billboard Hot 100).
Em 1995, duas de suas canções - "Problems" e "A Message For Your Mind" - foram destaques na trilha sonora de Dangerous Minds. "A Message For Your Mind" usou um sample de I Want You Back de The Jackson 5.
O sucesso no mainstream de 4-Tay tem sido escasso desde então, mas ele foi apresentado no álbum All Eyez on Me de 2Pac, na canção "Only God Can Judge Me" em 1996 e na compilação West Coast Bad Boyz II de Master P em 1997. 4-Tay também foi parte do supergrupo da Bay Area T.W.D.Y. em 1999.
Em 2003 Rappin' 4-Tay lançou o álbum Gangsta Gumbo com o single "Burning, Burning", seguido pelo álbum That's What You Thought em 2007.

## Discografia
- 1991: Rappin' 4-Tay is Back
- 1994: Don't Fight the Feelin'
- 1996: Off Parole
- 1997: 4 Tha Hard Way
- 1998: Bigga Than Da Game
- 1999: Derty Werk (with T.W.D.Y.)
- 1999: Introduction to Mackin
- 2003: Gangsta Gumbo
- 2007: That's What You Thought
- 2011: Still Standing
- 2011: Where Is The Love?